# Geodätische Software
Geodätische Software ist Software, die bei der Bearbeitung von Aufgabe des Vermessungswesens Verwendung findet. Sie kann in folgende Untergruppen aufgeteilt werden.

## Geodätisches Rechnen
Das Berechnen von Koordinaten, Strecken, Winkeln und Flächen anhand von Messelementen in einem kartesischen Koordinatensystem, wobei in der Regel keine Überbestimmung vorliegt.
Hierfür wird eine Reihe an kommerziellen Softwareprodukten eingesetzt, die mit oder ohne Grafikunterstützung arbeiten. Einige Systeme sind speziell für das Arbeiten im Außendienst konzipiert und können über eine Schnittstelle direkt mit einem Messgerät Daten austauschen.
Mit der Cloud Computing Software IN DUBIO PRO GEO kann im Internet-Browser die komplette Bandbreite der geodätischen Berechnungen und Ausgleichungen mit Grafikunterstützung bearbeitet werden. IN DUBIO PRO GEO kann unter der Internetadresse www.in-dubio-pro-geo.de kostenlos verwendet werden.

## Ausgleichungsrechnung
Programme zur Ausgleichung von geodätischen Netzen oder zur Berechnung von Koordinatentransformationen bestimmen die gesuchten unbekannten Parameter, wie z. B. die Koordinaten eines Neupunktes, anhand einer überbestimmten Anzahl von Messelementen (z. B. Horizontalrichtung und Strecke). Bekannte kommerzielle Programme zur Netzauswertung sind Panda, rmGEO/rmNETZ, GeosiVERM, Kafka oder NetzCG. Mit Xdesy, JAG3D, GNU Gama oder IN DUBIO PRO GEO existieren auch freie Produkte zum Bearbeiten von geodätischen Ausgleichungsproblemen.

## Photogrammetrie-Software
Berechnung von Koordinaten anhand von analogen oder digitalen Fotos (Messbilder).

## CAD-Systeme
Software zur visuell unterstützten Berechnung von Koordinaten.

## GIS-Systeme
Verwaltung, Analyse und Visualisierung von Geoinformationen.